# III Torneio Fundadores
Il III Torneio Fundadores è la 3ª edizione dell'omonimo torneo di football americano, organizzato dalla FPFA.

## Squadre partecipanti
| Club              | Città   | Stadio | Sponsor ufficiale | Risultato nella stagione 2017-18 |
| ----------------- | ------- | ------ | ----------------- | -------------------------------- |
| Cascais Crusaders | Cascais |        |                   |                                  |
| Lisboa Devils     | Lisbona |        |                   |                                  |
| Lisboa Lions      | Lisbona |        |                   |                                  |
| Lisboa Navigators | Lisbona |        |                   |                                  |

## Calendario

### Stagione regolare

#### 1ª giornata
| 23 ottobre 2021, ore 15:00 | Lisboa Navigators | 3 – 2 referto | Lisboa Lions |  |

| 23 ottobre 2021, ore 20:00 | Cascais Crusaders | 31 – 36 referto | Lisboa Devils |  |

#### 2ª giornata
| 6 novembre 2021, ore 15:00 | Lisboa Lions | 6 – 31 referto | Cascais Crusaders |  |

| 6 novembre 2021, ore 19:00 | Lisboa Devils | 44 – 7 referto | Lisboa Navigators |  |

#### 3ª giornata
| 20 novembre 2021, ore 15:00 | Cascais Crusaders | 55 – 14 referto | Lisboa Navigators |  |

| 20 novembre 2021, ore 19:00 | Lisboa Devils | 41 – 0 referto | Lisboa Lions |  |

### Classifica
La classifica della regular season è la seguente:
- PCT = percentuale di vittorie, G = partite giocate, V = partite vinte,  P = partite perse, PF = punti fatti, PS = punti subiti

| Pos. | Squadra           | PCT   | G | V | N | P | PF  | PS  |
| ---- | ----------------- | ----- | - | - | - | - | --- | --- |
| 1    | Lisboa Devils     | 1.000 | 3 | 3 | 0 | 0 | 121 | 38  |
| 2    | Cascais Crusaders | .667  | 3 | 2 | 0 | 1 | 117 | 56  |
| 3    | Lisboa Navigators | .333  | 3 | 1 | 0 | 2 | 24  | 101 |
| 4    | Lisboa Lions      | .000  | 3 | 0 | 0 | 3 | 8   | 75  |

## III Final
| 11 dicembre 2021, ore 15:00 | Lisboa Devils | 9 – 24 referto | Cascais Crusaders |  |

## Verdetti
- Cascais Crusaders Vincitori del III Torneio Fundadores (2º titolo)